# فرانسيس كولينز
فرانسيس سيلرز كولينز (بالإنجليزية: Francis Collins)‏ (وُلد في 14 أبريل 1950) هو عالم وراثة طبية أمريكي، مشهور باكتشاف الجينات المرتبطة بعدة أمراض وراثية، وكان له دور قيادي في مشروع الجينوم البشري. ويشغل منصب مدير معاهد الصحة الوطنية الأمريكية في بيثيسدا، ماريلاند، الولايات المتحدة.
تولى كولينز قيادة مشروع الجينوم البشري وعدة مبادرات بحثية جينية أخرى قبل تعيينه مديرًا لمعاهد الصحة الوطنية بصفته مدير معهد أبحاث الجينوم البشري الوطني (NHGRI)؛ معهد من بين 27 معهد ومركز بحثي تابع لمعاهد الصحة الوطنية. وقبل انضمامه لمعهد أبحاث الجينوم البشري، اشتهر كولينز بلقب «صائد الجينات» في جامعة ميشيغان. رُشح كولينز للانضمام لمعهد الطب وأكاديمية العلوم الوطنية، وفاز بوسام الحرية الرئاسي وقلادة العلوم الوطنية.
ألف كولينز عددًا من الكتب عن العلوم والطب والدين، ومن ضمنها كتاب لغة الإله: العلم يقدم دليلًا للإيمان الذي تصدر قائمة نيويورك تايمز لأكثر الكتب مبيعًا. ترأس كولينز مؤسسة بيولوغوس عقب توقفه عن العمل لدى معهد أبحاث الجينوم البشري، وهي منظمة تشجع النقاش حول علاقة العلم بالأديان، وتؤيد الرأي القائل بأنه يمكن التوفيق بين المعتقدات المسيحية ونظرية التطور والعلوم بصفة عامة، لا سيما عن طريق تطوير مفهوم الخلق التطوري. وفي عام 2009 عين البابا بندكت السادس عشر كولينز رئيسًا للأكاديمية البابوية للعلوم.

## نشأته
وُلد كولينز في ستونتون، فيرجينيا، وهو أصغر أولاد فليتشر كولينز ومارغاريت جيمس كولينز الأربعة. نشأ كولينز في مزرعة صغيرة في وادي شيناندوا في فيرجينيا، وتعلم في بيته حتى وصل إلى الصف السادس. وبعدها التحق بمدرسة روبرت إي. لي الثانوية في ستونتون، فيرجينيا. كان كولينز يطمح إلى أن يكون كيميائيًا في فترة الجامعة، ولم يبد أي اهتمام بمجال الأحياء الذي وصفه بالفوضوي. نال كولينز درجة بكالريوس العلوم في الكيمياء من جامعة فيرجينيا في عام 1970. ومضى يستأنف دراسته حتى يحصل على درجة دكتوراه الفلسفة في الكيمياء الفيزيائية من جامعة ييل في عام 1974، حيث أثار أحد مساقات الجامعة عن الكيمياء الحيوية اهتمامه بهذا المجال. وبعد استشارة مرشده من جامعة فيرجينيا، كارل تريندل، قرر كولينز أن يغير مجال دراسته، والتحق بمدرسة الطب في جامعة كارولينا الشمالية في شابل هيل، ونال درجة دكتوراه الطب فيها عام 1977.
في الفترة 1978–1981، عمل كولينز طبيبًا مقيمًا في قسم الطب الباطني في مستشفى كارولينا الشمالية التذكارية في شابل هيل. وبعدها عاد إلى ييل حيث أصبح زميلًا في قسم علم الجينات البشرية في مدرسة الطب من عام 1981 إلى 1984.

## أبحاثه عن الجينات
عمل كولينز في ييل تحت إرشاد شيرمان وايسمان، وفي عام 1984 نشر كولينز ورقة بعنوان «الاستنساخ الاتجاهي لقصاصات الدنا على بعد مسافة كبيرة من مكان المسبار الأصلي: طريقة توزيعية». عُرفت الطريقة المذكورة في الورقة البحثية باسم قفز الصبغيات لتوضيح الفرق بينها وبين طريقة استنساخ قصاصات الدنا الأقدم منها والتي كانت تستغرق وقتًا أطول وتُعرف بتتابع الصبغيات.
انضم كولينز لطاقم عمل جامعة ميشيغان في عام 1984، وصعد إلى رتبة أستاذ كامل في الطب الباطني وعلم الجينات البشرية. طور كولينز طريقة صيد الجينات التي ابتكرها، وأطلق عليها اسم «الاستنساخ المكاني»، حتى صارت أداة قوية في علم الجينات الجزيئي الحديث.
سعت عدة فرق علمية في السبعينيات والثمانينيات لاكتشاف الجينات المسؤولة عن نشوء مرض التليف الكيسي ومواقعها الصبغية. أحرز هؤلاء الباحثون تقدمًا متواضعًا حتى عام 1985 عندما اكتشف لابتشي تسوي وزملائه في مستشفى تورونتو للأطفال المرضى الموقع الصبغي للجين المنشود. وبعدها أدرك الباحثون أنه لا بد من وجود طريق مختصر لتعجيل عملية اكتشاف الجين، وحينها تواصل تسوي مع كولينز الذي وافق بدوره على الانضمام لفريق تورونتو ومساعدتهم باستخدام أسلوب الاستنساخ الجيني الذي طوره. اُكتشف الجين المسؤول عن المرض في يونيو 1989، ونُشرت النتائج في دورية ساينس في 8 سبتمبر 1989. وتبع هذا الاكتشاف عدة اكتشافات جينية أخرى من قبل كولينز وعدد من المساهمين. ومن بين تلك الاكتشافات: اكتشاف الجينات المسؤولة عن داء هنتنغتون، والورام الليفي العصبي، والورم الصماوي المتعدد من النوع 1، واللوكيميا النخاعية الحادة، ومتلازمة بروجيريا جيلفورد-هاتشينسون.

## منشوراته
صاحب كتاب «لغة الله: العلم يقدم دليل الإيمان».
- Francis Collins , The Language of God , A Scientist Presents Evidence for Belief, Simon & Schuster UK Ltd 2007

, ISBN -13:978-1-84739-092-9

## روابط خارجية
- فرانسيس كولينز على موقع IMDb (الإنجليزية)
- فرانسيس كولينز على موقع الموسوعة البريطانية (الإنجليزية)
- فرانسيس كولينز على موقع ميوزك برينز (الإنجليزية)
- فرانسيس كولينز على موقع إن إن دي بي (الإنجليزية)
- فرانسيس كولينز على موقع قاعدة بيانات الفيلم (الإنجليزية)